# Адмирал
Адмирал (арап. ‏أمير البحر: господар мора или командант флоте, кин: 上將), је општи назив за највише чинове официра ратне морнарице и речне флотиле. У копненој војсци и ратном ваздухопловству одговара чину генерала. У Европи су назив адмирал почели употребљавати Сицилијанци у XII веку. У 13. веку прихватиле су га многе европске морнарице. У хрватским документима из 14. века помиње се адмирал под латинизованим називом admiratus.
Данас у Речној флотили Војске Србије у употреби су следећи адмиралски чинови: а) комодор адмирал (један чин/једна розета), б) контраадмирал (два чина/две розете), в) вицеадмирал (три чина/три розете) и г) адмирал (четири чина/четири розете). Називи и степени чинова адмирала зависе од традиције и снаге појединих морнарица, а одређују се организацијом и формацијом. Најпознатији и готово свуда прихваћени адмиралски чинови су: а) комодор адмирал, б) контраадмирал, в) вицеадмирал, г) адмирал и д) адмирал флоте. Адмирали обично командују здруженом пловном јединицом (флота, ескадрила), здруженом јединицом обалске одбране или руководе вишом војном установом и др.

## Изглед еполете
Изглед еполете адмирала Војске Србије задржан је из периода ЈНА, ВЈ и ВСЦГ. У том периоду означавао је адмиралски чин адмирала флоте. Еполета је оивичена украсном испреплетаном златном опшивком, док се у еполети налазе два златна свежња пшеничног класја на којима се налази златно сидро изнад њих су четири златне розете.
У ранијем периоду постојања ЈНА до 1992. године уместо четири розете биле су четири златне петокраке звезде које су симболизовале социјализам као и у већини армија социјалистичких држава. Након 1992. године у Војсци Југославије/Војсци Србије и Црне Горе задржан је постојећи изглед са четири златне петокраке звезде зато што је СР Југославија/Србија и Црна Гора била држава-континуитета СФР Југославије. Формирањем Војске Србије од 2006. године четири златне розете замењују постојеће четири златне петокраке звезде.

## Етимологија
Реч адмирал на средњеенглеском потиче од англо-француског амирал, „заповедник“, из средњовековног латинског admiralis, admirallus. Они су еволуирали од арапског Amīral (أمير الـ) - Amīr (أمير), „краљ, принц, поглавица, вођа, племић, господар, гувернер, заповедник или особа која влада над одређеним бројем људи“. На арапском језику адмирал је такође представљен као Амир ал-Бахр (أمير البحر) or (البحر أمير), где ал-Бахр (البحر) значи море.

Издање „Речника енглеског језика“ Самуела Џонсона из 1818. године, које је уредио и ревидирао влч. Хенри Џон Тод, наводи да је појам „следио арапски језик“. емир или амир, господар или заповедник, и грч. ἄλιος, море, принц мора. Реч је написана са и без д, на другим језицима, нпр. варв. лат. admirallus и amiralius. Француски admiral и amiral, дански исто, немачки ammiral, холандски admirael или ammirael, италијански ammiraglio, шпански almirante. Миншеу у свом Шпанском речнику наводи да је „‘almiralle краљ на арапском језику.“ Роберт од Глостера користи Amrayl у смислу принца или гувернера.
Цитат из Речника Џона Миншеа на шпанском и енглеском језику (1599), дат у Џонсоновом речнику, потврђен је као тачан. Поред тога, дефиниција Amīr (أمير), како је дата у Арапско-енглеском лексикону Едварда Вилијама Ланеа, делимично се подудара са Миншеовом дефиницијом, наводећи да тај израз значи „Онај ко има, држи или поседује команду; командант; гувернер; господар; принц или краљ.“
Док су друге грчке речи тог периода указивале на „припадање мору“ или „са мора“, сада застарела гр. реч ἄλιος поменута у Џонсоновом речнику изричито је дефинисан као „од мора, лат. marinus, епит. морских богова, нимфи итд.“
Иако постоји више значења за арапски Amīr (أمير), дословно значење фразе  (أمير البحر) је „Принц мора“. Ова позиција, насупрот „заповеднику мора“, је демонстрирана правном праксом која је превладавала у Отоманском царству, док су једино фанариоти могли да се квалификују за постизање четири кнежевска положаја, од којих су велики драгоман, драгоман флоте и војводе Молдавије и Влашке. Они фанариоти који су достигли кнежевски положај драгомана флоте, служили су под османским адмиралом који је управљао егејским острвима и анатолском обалом.
Савремено признање фразе  (أمير البحر) у значењу „Принц мора“ укључује говор одржан у службеној америчкој војној церемонији у арапској луци и новински чланак објављен у арапским новинама: 24. маја 2012. године, у церемонији промене команде на броду носачу авиона УСС Ентерпрајз (ЦВН 65), док је пристао у луци Калифа Бин Салмана, Бахреин, генерал Маринског корпуса Сједињених Држава Џејмс Матис, командант Централне команде САД представио је вицеадмирала Марка И. Фокса као „Адмирал Фокс, принц мора, емир мора - да преведем „адмирал“ са арапског на енглески;“ Дана 4. фебруара 2021, у најави његове смрти повезане са коронавирусом, арапска веб локација Сауди 24 Вести су адмирала Едмонда Чагоурија називале титулом „Принц мора“.

## Историја
Арапи су користили те изразе и имали те чинове у својим ратним и трговачким флотама већ у 9. односно 10. веку и тако називали вође и заповеднике већих бродских састава. У оно доба су и трговачки бродови били наоружани и пловили попут ратних у заједничким саставима и под заједничким заповедништвом, да би се што боље осигурали од пиратских препада и потхвата. Касније је тај израз латинизован и претворен у „адмиратус” те се у том облику налази у 11. веку у сицилијанској морнарици, где се тако назива заповедник ратне флоте. Ђеновљани користе у 13. веку за своје заповједнике флота назив „алмиранте”, и тај чин се налази у разним средоземним флотама, које су превозиле поједине крсташке експедиције и војске у Свету Земљу. Млечани, иако познати и славни поморци, остају међутим код својег почетног назива „capitano generale del mare” и тако зову заповеднике венецијанских флота и ескадра.
Енглези, Холанђани, а нешто касније и Французи, зову своје врховне заповеднике на мору адмиралима, и то почевши од средине 13. века. У великим и моћним флотама ових народа добија адмиралски чин постепено и своје градације у облику контра-адмирала, вицеадмирала и адмирала. Адмиралом се називао обично поморски официр на положају главног заповедника флоте (ескадре), вицеадмирал је други по рангу иза њега и у борбеном односно маршевском поретку заповеда чеоном дивизијом. Контра-адмирал је трећи по рангу и заповеда бродовима на зачељу. У вези с тим поретком је и сам назив „контраадмирал”, енглески „rear admiral” или у ранијој италијанској терминологији „retro ammi-raglio”". Холанђани, који имају једну од најславнијих поморских традиција, зову официра чина контра-адмирала још и данас „schout-bij-nacht”, и тај стари израз потпуно одговара напред споменутом положају борбене линије и поретка. Енглези су почевши од 1546. године имали још и чин „lord high” адмирала, који је био главни заповедник целокупне британске морнарице. Почетком 19. века тај је чин укинут.
Споменута три традиционална и основна адмиралска чина одговарају генералским чиновима у војсци и то: контраадмирал бригадном генералу, вицеадмирал дивизијском генералу, адмирал армијском генералу. Међутим, поред те градације адмиралских чинова постоје нарочито у неким већим морнарицама још и други виши адмиралски чинови. Тако је у руској морнарици раније постојао чин „генерал адмирала” за најстаријег и највишег заповедника. Немци су раније имали чин веле-адмирала, Großadmiral, а данас имају још и генерал-адмирала. Чин „Grossadmirala” је највиши и одговара фелдмаршалу. Тај се чин добивао само за изузетне заслуге. У Велика Британија|Великој Британији одговара велеадмиралу чин „admiral of the fleet”, који су имали познате адмирале Џелико и Бејти.
Сви адмиралски чинови били су раније додељивани само поморским официрима, али се у новије доба такви чинови дају и стручним официрима (морнаричким лекарима, инжењерима, интендантима итд), уз додатак дотичне струке. Сличан је случај и код војске с генералским чиновима. Лучким адмиралом назива се главнозаповедајући адмирал једне ратне луке односно упоришта, базе итд.
| Југославија                                                 | Француска            | Грчка          | Холандија          | Италија                        | Јапан         | Трећи рајх                | Трећи рајх                    | САД            | СССР                                                             | Шпанија                       | Турска      | Уједињено Краљевство |
| ----------------------------------------------------------- | -------------------- | -------------- | ------------------ | ------------------------------ | ------------- | ------------------------- | ----------------------------- | -------------- | ---------------------------------------------------------------- | ----------------------------- | ----------- | -------------------- |
| —                                                           | —                    | —              | —                  | grande ammiraglio*             | —             | Großadmiral*              | Großadmiral*                  | —              | aдмира́л Фло́та Совéтского Сою́за (admirál Flóta Sovétskogo Soyúza) | capitán general de la Armada+ | büyükamiral | —                    |
| адмирал флоте                                               | amiral de la Flotte  | archinavárchos | admiraal           | ammiraglio d'armatta*          | —             | Generaladmiral*           | Generaladmiral*               | fleet admiral* | адмира́л фло́та (admirál flóta)                                    | almirante general             | koramiral   | admiral of the Fleet |
| адмирал флоте                                               | amiral de la Flotte  | archinavárchos | admiraal           | ammiraglio designato d'armata* | —             | Generaladmiral*           | Generaladmiral*               | fleet admiral* | адмира́л фло́та (admirál flóta)                                    | almirante general             | koramiral   | admiral of the Fleet |
| адмирал                                                     | amiral               | návarchos      | luitenant admiraal | Италија                        | 海将 (Umishō) | Савезна Република Њемачка | Демократска Република Немачка | admiral        | адмира́л (admirál)                                                | almirante                     | oramiral    | admiral              |
| адмирал                                                     | amiral               | návarchos      | luitenant admiraal | ammiraglio di suqadra          | 海将 (Umishō) | Савезна Република Њемачка | Демократска Република Немачка | admiral        | адмира́л (admirál)                                                | almirante                     | oramiral    | admiral              |
| адмирал                                                     | amiral               | návarchos      | luitenant admiraal | Admiral                        | 海将 (Umishō) | Admiral                   |                               | admiral        | адмира́л (admirál)                                                | almirante                     | oramiral    | admiral              |
| вицеадмирал                                                 | vice-amiral d'escade | antinávarchos  | vice-admiraal      | ammiraglio di divisione        | 海将 (Kaishō) | Vizeadmiral               | Vizeadmiral                   | vice-admiral   | ви́це-адмира́л (vítse-admirál)                                     | vice almirante                | tümamiral   | vice admiral         |
| вицеадмирал                                                 | vice-amiral          | antinávarchos  | vice-admiraal      | ammiraglio di divisione        | 海将 (Kaishō) | Vizeadmiral               | Vizeadmiral                   | vice-admiral   | ви́це-адмира́л (vítse-admirál)                                     | vice almirante                | tümamiral   | vice admiral         |
| контраадмирал                                               | contre-amiral        | yponávarchos   | schout-bij-nacht   | contra ammiraglio              | 将補 (Shō-ho) | Konteradmiral             | Konteradmiral                 | rear-admiral   | ко́нтр-адмира́л (kóntr-admirál)                                    | contra almirante              | tuğamiral   | rear admiral         |
| контраадмирал                                               | contre-amiral        | yponávarchos   | schout-bij-nacht   | contra ammiraglio              | 将補 (Shō-ho) | Flottillenadmiral         | Konteradmiral                 | rear-admiral   | ко́нтр-адмира́л (kóntr-admirál)                                    | contra almirante              | tuğamiral   | rear admiral         |
| * – адмиралски чин у Другом светском рату + – краљевски чин |                      |                |                    |                                |               |                           |                               |                |                                                                  |                               |             |                      |

## Адмиралитет
Адмиралитет, највиша заповедна и управна власт ратне морнарице. Такав службени наслов носи и британски Адмиралитет. Међутим у многим другим морнарицама службени је назив оваквих власти министарство, секретаријат, подсекретаријат, заповедништво морнарице, итд. Адмиралитет може имати исто значење као и генералитет, то јест као скупни назив за већи број официра адмиралског чина. У неким другим морнарицама значи адмиралитет саветодавно тело или колегијум, суд, који се састоји од поморских официра адмиралских чинова. То се тело бави различитим аспектима поморског права, управе, поморске стратегије, тактике, итд.

## Адмиралски брод
Адмиралски брод је пловна јединица, на којој је стално укрцан и с које управља својом флотом, ескадром или саставом заповједајући адмирал. Свака већа флота има два или више адмиралских бродова, који се називају заповедним бродовима. Немци узимају реч Flaggschiff, а Енглези Flagship за адмиралски брод. Добро познати адмиралски бродови били су „Victory”, на којем је био укрцан адмирал Нелсон за време битке код Трафалгара и који се, врло добро сачуван, налази у Портсмуту. „Микаса” је био заповједни брод адмирала Тога у бици код Цушиме, „Iron Duke” носио је заставу адмирала Џелика, а „Lion” заставу адмирала Бејтија код Скагерака. С брода „Ferdinand Mакс” заповедао је адмирал Тегетхоф код Виса.

## Адмиралска застава
Адмиралска застава вије се на јарболу заповедничког брода адмирала датог састава, ескадре, флоте итд. Сваки адмиралски чин има своју нарочиту заставу, и свака морнарица прописује и обзнањује адмиралске заставе тако, да се код сусрета појединих бродова у иностранству одмах зна, који чин има дотични заповедајућићи адмирал и које му почасти по међународном церемонијалу припадају. Адмиралске заставе се вију према чину и положају укрцаног адмирала на разним јарболима заповедног брода. Заповедник флоте и адмирал вије своју заставу на главном јарболу, вицеадмирал односно други по рангу адмирал унутар флотног састава има своју заставу на предњем јарболу, а контра адмирал на крменом јарболу свога командног брода, али то зависи о прописима и пракси. Сви адмиралске заставе су квадратне форме. Они се свечано дижу код преузимања заповедања и исто тако спуштају (изузетно уз одавање почасне паљбе) код коначног искрцавања дотичног адмирала. Адмиралска застава је увек различите форме од државне и главне бродске заставе, која се вије на крменом копљу односно сошњаку. Поморски официри, који нису у адмиралском чину, а ипак заповедају бродским саставима, вију такође своје заповедне заставе, али су оне различите од адмиралских застава.

## Галерија
- Првобитна нарукавна ознака
адмирала у војсци Краљевине СХС / Краљевине Југославије, напуштена 1929. године.
- Нарукавна ознака
адмирала у војсци Краљевине СХС / Краљевине Југославије од 1929. године.
- Еполета
адмирала у војсци Краљевине СХС / Краљевине Југославије
- Еполета
адмирала ЈНА, Војске Југославије и Војске Србије и Црне Горе
- Еполета адмирала ВС (2006)